# Resolución 91 del Consejo de Seguridad de las Naciones Unidas
La Resolución 91 del Consejo de Seguridad de las Naciones Unidas fue adoptada el 30 de marzo de 1951, después de observar un informe de Sir Owen Dixon, Representante de las Naciones Unidas para India y Pakistán, afirmando que los principales retos de preparar al estado de Jammu y Cachemira para la celebración de un plebiscito fueron los siguientes; el procedimiento y el alcance de la desmilitarización, y el grado de control sobre el ejercicio de las funciones de gobierno necesario para garantizar un plebiscito libre y justo.
El Consejo aceptó la renuncia de Sir Dixon y le expresó su gratitud por su gran habilidad y devoción. A continuación, el Consejo dio instrucciones al sustituto de Sir Dixon para que se dirigiera al subcontinente y, tras consultar con los gobiernos de la India y Pakistán, llevara a cabo la desmilitarización del Estado de Jammu y Cachemira sobre la base de la Comisión de las Naciones Unidas para la India y Pakistán y pidió que las partes cooperen con el representante de la ONU al máximo grado para llevar a cabo la desmilitarización.
A continuación, el Consejo instruyó al nuevo Representante de la ONU que les informara en un plazo de tres meses y, si no hubiera efectuado la desmilitarización u obtenido planes para hacerlo, el representante informaría al Consejo sobre los puntos de diferencia que tendrían que resolverse para la desmilitarización, para luego ser llevados a cabo. Luego, el Consejo pidió a las partes que aceptaran el arbitraje sobre todos los puntos de diferencia pendientes, en caso de que el representante de la ONU no lograra un acuerdo completo, por un árbitro o un panel de árbitros designado por el presidente de la Corte Internacional de Justicia. También se decidió que el Grupo de Observadores Militares continuaría supervisando el alto el fuego en el estado.
La resolución fue adoptada por ocho votos contra ninguno y tres abstenciones de India, la Unión Soviética y Yugoslavia.